# Pierre Makyo
Pierre Makyo of Makyo, zijn echte naam is Pierre Fournier (Duinkerke, 16 juli 1952), is een Franse schrijver van stripverhalen (scenarist) en striptekenaar. Hij is de broer van stripboekschrijver Toldac.

## Biografie
Makyo begon zijn loopbaan als striptekenaar in het Franse blad Pistil  met de reeks Polluks en bij het jeugdblad Robbedoes. Voor Robbedoes creëerde hij samen met zijn vriend Dodier de humoristische strip Gully. In het midden van de jaren 1980 werd hij bekend met de serie Jerome K. Jerome Bloks, ook getekend door Dodier en het album Le roi Rodonnal. 
Met de door Laurent Vicomte getekende serie Het land van langvergeten, waarvan het eerste deel in 1981 verscheen, kwam voor hem de echte doorbraak als gerenommeerde schrijver. Van de hiervoor genoemde reeks verschenen meerdere cyclussen, met steeds verschillende tekenaars. 
Van eigen hand was de serie Grimlein Lederwant (1985-1985) en het tweeluik Een hart voor IJsland (1996-1997), in een realistische tekenstijl. De eerste reeks zag Makyo als een eerbetoon aan zijn ene grootvader die landbouwer was; de andere als eerbetoon aan zijn andere grootvader die zeevisser was.
Makyo stopte aan het einde van de jaren 2000 met het tekenen van stripverhalen om zich uitsluitend toe te wijden aan het schrijven van scenario's. Zo schreef hij het scenario voor Jonge wolven (Glénat), een historische strip die zich afspeelt het achttiende-eeuwse Frankrijk, die werd getekend door Federico Nardo.

## Verhalen/Reeksen
- Een hart voor IJsland
- De schilderleraar
- Jerome K. Jerome Bloks
- Het land van langvergeten
- Elsa
- De poort naar de hemel
- Ik ben een Kathaar
- Robbedoes door...
- D.N.A.
- Koud licht
- Grimlein Lederwant
- Levenslijnen
- Purper
- Alzéor Mondraggo
- Qumran
- De cyclus van de twee horizonten
- Gully
- De zaden van het paradijs
- De Drabbels

- Biblioteca Nacional de España: XX1041737
- Bibliothèque nationale de France: cb120166431 (data)
- Catàleg d'autoritats de noms i títols de Catalunya: 981058508808006706
- Gemeinsame Normdatei: 124047246
- International Standard Name Identifier: 0000 0001 1634 2804
- Library of Congress Control Number: no2008182379
- Nationale Bibliotheek van Tsjechië: osa2012736260
- Nationale Bibliotheek van Israël: 987007398400905171
- Nederlandse Thesaurus van Auteursnamen: 069224323
- Système universitaire de documentation: 028302923
- Virtual International Authority File: 46772554